# اتاکار بروسک سنیور
اُتاکار بروسِک سِنیور (انگلیسی: Otakar Brousek Sr.; ۲۸ سپتامبر ۱۹۲۴ – ۱۴ مارس ۲۰۱۴) صداپیشه  و بازیگر اهل جمهوری چک بود.
از فیلم‌ها یا برنامه‌های تلویزیونی که وی در آن نقش داشته‌است می‌توان به روزی که دنیا را تکان داد، چکاوک ها روی بند اشاره کرد.